# Frankie Poullain
Frankie Poullain, född 15 april 1967 i Edinburgh i Skottland, som Francis Gilles Poullain-Patterson. Han är en brittisk musiker och är mest känd som basist och en av grundarna till i rockgruppen The Darkness.
Poullain var den enda av originalmedlemmarna i The Darkness som inte kom från Lowestoft. Innan Poullain blev basist i The Darkness, jobbade han som turistguide i Venezuela.

## Historia

### (1967 - 2000) Bakgrund
Francis Gilles Poullain-Patterson föddes i Edinburgh i Skottland och är son till föräldrarna Austin Patterson och Catherine Poullain, som är fransyska. Han har två helsyskon och fyra halvsyskon. Poullain började spela gitarr vid 21 års ålder, men i ett av hans första band, Swing, spelade han bas. 1992 flyttade han till London och jobbade bland annat som trädgårdsarkitekt, bartender och telefonförsäljare. I London började Poullain leta efter musiker att spela tillsammans med och 1995 satte han in en annons i tidningen Melody Maker och fick svar från den då 18-årige basisten Dan Hawkins. De två började spela tillsammans och var medlemmar i två kortlivade band innan de bildade Empire. Hawkins och Poullain bytte instrument med varandra och rekryterade Dans äldre bror, Justin på keyboard och gitarr, samt Steve Sergeant och Paul O'Keefe på trummor respektive sång. Bandet lades ner efter en tid då Poullain meddelade att han skulle åka till Venezuela. I Venezuela började han jobba som turistguide åt danska studenter. I början av år 2000 fick Poullain ett mejl av Justin Hawkins, där han förklarade att han skulle vara frontman i ett nytt band. Drygt tre veckor senare lämnade Poullain Venezuela och flög tillbaka till London.

### (2000 - 2005) The Darkness
Med Justin Hawkins på sång och gitarr, Dan Hawkins på gitarr och Poullain på bas blev gruppen sedan komplett med Ed Graham, en gammal klasskamrat till Dan, på trummor. De första åren spelade The Darkness främst på pubar. Men gruppen blev mer och mer känd och under 2003 spelade de på stora festivaler i England, däribland Download Festival och Reading- och Leedsfestivalerna. Gruppen gav den 7 juli 2003 ut debutalbumet Permission to Land. Albumet blev listetta på den brittiska albumlistan och har uppnått platinastatus fyra gånger.
I början av 2005 gick bandet in i Rockfield Studios i Gwent för att påbörja inspelningarna av gruppens nästkommande album, One Way Ticket to Hell ...and Back. Mitt under inspelningarna, den 23 maj 2005, tillkännagavs det på The Darkness officiella webbplats att Poullain lämnat bandet och man angav "musikaliska meningsskiljaktigheter" som orsaken. Det har dock senare framkommit att Poullain anlitat en egen revisor för att granska bandets ekonomi, men blev sparkad när han senare rapporterat att revisorn inte hittat några tveksamheter.

### (2005 - idag) Efter The Darkness och återförening
Efter att ha blivit sparkad från The Darkness flyttade Poullain till Frankrike. 2008 gav han ut självbiografin Dancing in the Darkness. Den 15 mars 2011 bekräftades det att The Darkness skulle spela på Download Festival med originalmedlemmarna. Samtidigt bekräftades det att gruppen kommer att ge ut ett tredje studioalbum.

## Diskografi

### The Darkness
- 2003 – Permission to Land
- 2012 – Hot Cakes